# アラーヴァリー山脈

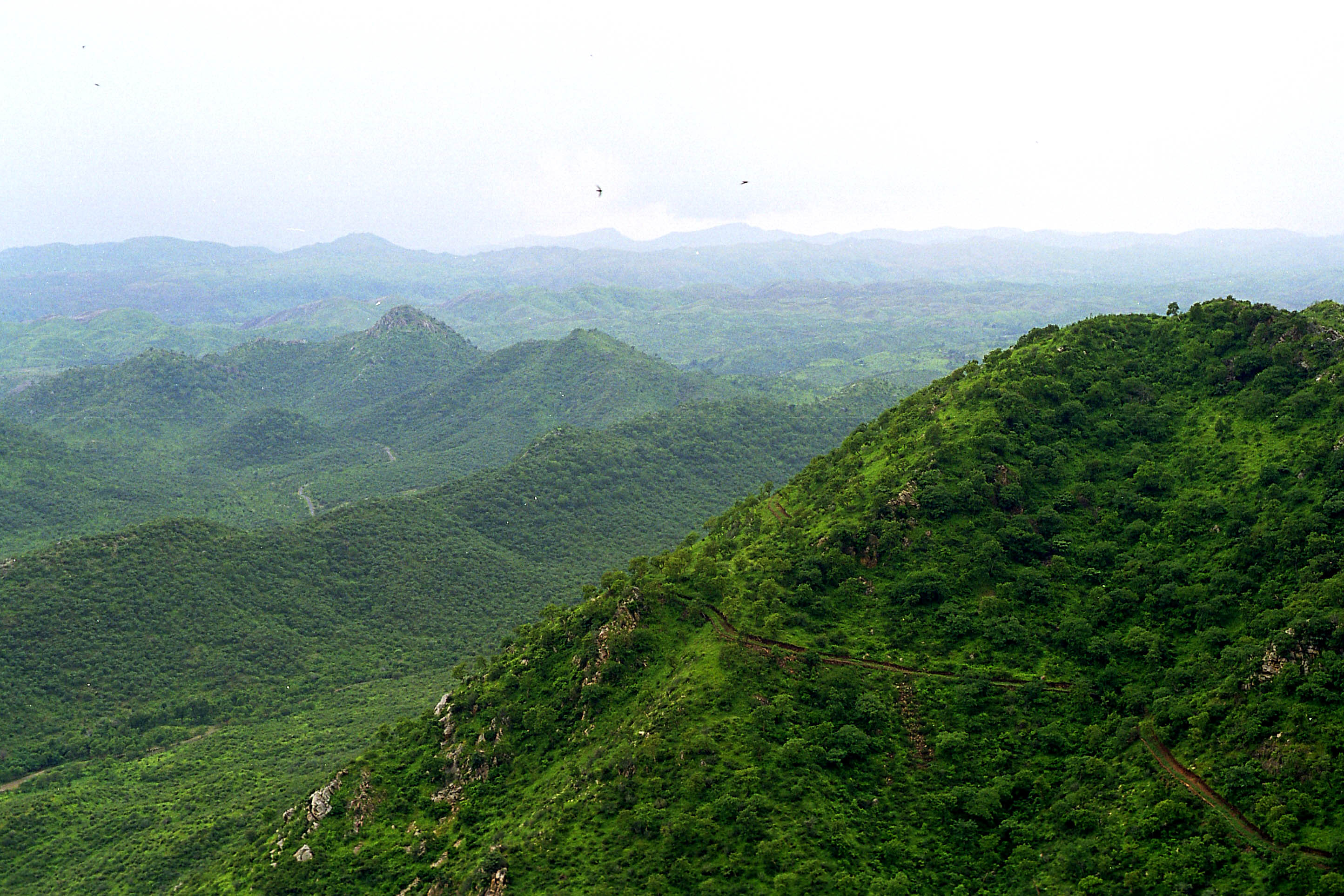
アラーヴァリー山脈（ラージャスターン）

アラーヴァリー山脈（アラーヴァリーさんみゃく、ヒンディー語：अरावली Arāvalī、英語：Aravalli Range）は、インド北部の山脈。その総延長は約500kmである。
グジャラートのアフマダーバードから、ラージャスターン、ハリヤーナーを横切り、デリーに到達する山脈である。